# Borgny Svalastog
Borgny Farstad Svalastog, född 1943 i dåvarande Nessets kommun i Møre og Romsdal fylke, är en norsk konstnär.
Svalastog studerade vid Vestlandets Kunstakademi i Bergen 1988–1989. Hon har arbetat i många olika material: olja, glas, metall och textil, och har utmärkt sig särskilt genom sina kyrkoutsmyckningar och -textilier, bland annat biskopskåpor. Hennes verk pryder över 40 kyrkor och har köpts in av bland annat Norsk kulturråd, Lillehammer Kunstmuseum och Sørlandets kunstmuseum. En retrospektiv utställning av hennes verk arrangerades 2021 av Norsk Industriarbeidermuseum i Rjukan.
År 2016 utnämndes hon till riddare av första klass av Sankt Olavs orden.